# Giovanni Krymi

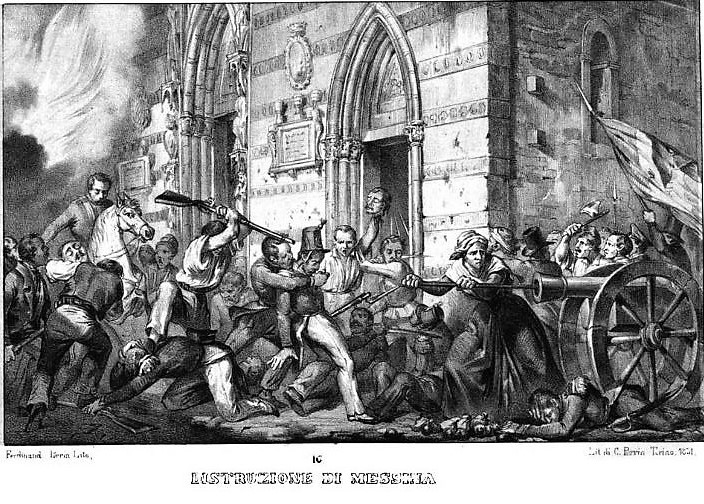
Revolutie in Messina (1848)

Giovanni Antonio Krymi of Crimi (Galati Mamertino, 16 oktober 1794 – Santa Teresa di Riva, september 1854) was in het koninkrijk der Beide Siciliën een rooms-katholiek priester, benedictijn en revolutionair die het Bourbonregime bestreed. Hij wordt in Sicilië herinnerd als een voorvechter van het risorgimento.

## Levensloop
Krymi werd geboren in het dorp op Sicilië Galati Mamertino; de naam van het dorp was destijds Galati Tortorici. Het lag in de provincie Messina. Zijn vader Nicolò Krymi was ambtenaar van het Bourbonregime en zijn moeder was Anna Olivo; het was een familie van timmerlui. Krymi werd tot priester gewijd in het aartsbisdom Messina (1817) en trok in bij de orde der benedictijnen. 
Krymi was meer politiek actief dan dat hij in de abdij was. Hij sloot zich aan bij de revolutionaire bende der Carbonari. In 1820 werd hij gewond aan zijn hand tijdens een revolte in Palermo. Hij keerde naar Messina terug om deel te nemen aan rellen tegen de intrekking van de liberale grondwet van 1812. Toen twee kompanen tot de galg werden veroordeeld, dook hij onder (1820). In 1824 vloog Krymi een eerste maal achter de tralies. 
Eenmaal vrij in 1826 sloot hij zich aan bij de ondergrondse literaire groepering genoemd Repubblica Romana. Deze vereniging verdeelde boeken die het Bourbonregimen subversief vond en dus verbood. Voor de gendarmerie ging het niet om een literaire kring maar om een sekte. Kryimi en medestanders werd een jaar later gearresteerd. De meesten werden veroordeeld tot de galg of tot dwangarbeid. De doodstraf voor Krymi werd omgezet in levenslange opsluiting (1827) op basis van een concordaat tussen het koninkrijk der Beide Siciliën en de Roomse Kerk. Onder druk van geestelijken verminderde koning Frans I de levenslange straf tot 24 jaar (1828). Krymi verdween naar de strafkolonie op het eiland Nisida in de Golf van Napels. In 1845 weigerde Krymi een post als aalmoezenier bij de marine der Beide Siciliën. 
Krymi werd vroeger dan voorzien vrijgelaten in het jaar 1847. Hij trok naar Messina. Hij sloot zich aan bij revolutionairen die zich ondergronds organiseerden. Omdat zijn familie zijn bezittingen had geplunderd, zat Krymi zonder inkomen. Hij gaf les Latijn bij kinderen van gegoede patriciërs en bedelde om brood in de straten van Messina. 
Toen in 1847 een opstand in Messina losbarstte tegen het Bourbonregime, vocht Krymi mee. De gendarmerie arresteerde hem, ondanks zijn vermomming als bedelaar. Hij werd herkend omdat hij de Partitiones Oratoriae van Cicero bij zich had, een handboek voor zijn lessen Latijn. Krymi werd een tweede maal ter dood veroordeeld doch de Roomse clerus verzette zich hiertegen. Kardinaal-aartsbisschop Villadicani pleitte voor genade zowel voor Krymi als voor andere priesters die in de gevangenissen zaten. Krymi’s doodstraf werd omgezet in gevangenisstraf.
In 1848 brak de revolutie uit in Messina en andere Siciliaanse steden, alsook elders in Europa. Het koninkrijk Sicilië werd uitgeroepen, dat verklaarde dat het Bourbonregime vervallen was van de koningstroon. Krymi liep weg uit de gevangenis en sloot zich onmiddellijk aan bij de revolutionairen. Krymi schreeuwde dat hij een pistoolduel wou met generaal Pronio. Deze generaal was met zijn regiment loyaal gebleven aan koning Ferdinand II, bijgenaamd Bomba. Het duel ging niet door, ondanks alle persaandacht in het afgescheurde koninkrijk Sicilië. Nadien, wanneer de koning versterking liet aanrukken in Messina, bediende Krymi een kanon om hen te beschieten (1849). Ferdinand II sloeg alle rebellie op Sicilië bloedig neer.
Krymi dook onder bij zijn familie in Galati Mamertino. Enkelen van zijn familie verklikten hem bij de gendarmerie (1849). Krymi vloog voor de derde maal in de gevangenis. Hij stierf van ontbering, ergens in de loop van de maand september 1854.